# Филмографија Метјуа Маконахија
Метју Маконахи је амерички глумац. Први пробој у филмског индустрији остварио је улогом у комедији Dazed and Confused, редитеља Ричарда Линклејтера 1993. Прву главну улогу освојио је у филмској адаптацији романа Џона Гришама A Time to Kill 1996. године. Следеће године, Меконахи је играо адвоката Роџера Шермана Болдвина, а са њим су глумиле колеге Морган Фриман и Ентони Хопкинс, у историјској драми Amistad у режији Стивена Спилберга. Такође је глумио заједно са Џоди Фостер у научнофантастичној драми Contact, у режији Роберта Земекиса. Он се 1998. појавио се у драмедији Тhe Newton Boys коју је режирао Линклејтер. Током 2000-их, Маконахи је глумио главне улоге у романтичним комедијама:  The Wedding Planner (2001), How to Lose a Guy in 10 Days (2003), Failure to Launch (2006) и Ghosts of Girlfriends Past (2009).
Почетком 2010-их, Маконахи је постао препознатљивији по улогама у драмама. Његов успех да се ребрендира као глумац у медијима је описивано као „Маконесанс“, што је започело када је глумио Микија Халера у адаптацији истоименог романа Мајкла Конелија The Lincoln Lawyer а потом је поново је радио са америчким редитељем Линклејтером у црној комедији Bernie (2011). Исте године играо је насловну улогу у јужњачком оготском крими филму Killer Joe, за коју је добио награду Сатурн за најбољег глумца. Следеће године је глумио у драми о пунолетству Mud (2012), и такође је играо споредну улогу у комеди-драми Magic Mike (2012) коју је режирао Стивен Содерберг.
Маконахијева следећа улога било је тумачење лика Рона Вудруфа у биографској драми Dallas Buyers Club (2013). Ова улога донела му је Оскара за најбољег глумца, Златни глобус за најбољег глумца (драма) и Награду Удружења филмских глумаца за изванредну изведбу мушког глумца у главној улози. Такође је тумачио улогу у филму The Wolf of Wall Street у режији Мартина Скорсезеа 2013. Он је 2014, играо детектива Раста Кола у телевизијској криминалистичкој ТВ серији True Detective и глумио је у научнофантастичном филму Interstellar, редитеља Кристофера Нолана. За улогу детектива Раста Кола стекао је номинацију за Еми награду за најбољег главног глумца у драмској серији и телевизијску награду Critics' Choice за најбољег глумца у драмској серији.
Он је 2015. глумио у филму Гаса Ван Санта The Sea of Trees. Годину дана касније, остварио је улогу у ратном филму епохе Free State of Jones, у којем је тумачио лик Њутона Најта, пољопривредника из Мисисипија. Био је номинован за Women Film Critics Circle награду за најбољег глумца. Исте године, он је такође глумио у крими авантури Gold, коју је режирао Стивен Гаган, и освојио Hollywood Ensemble Award на 20. Hollywood Film Awards, као и Награду Старун за најбољег глумца. Он је 2019. глумио са Ен Хатавеј у неоноар трилеру Serenity редитеља Стивена Најта; за ову улогу је стекао номинацију за Златну малину за најгорег глумца.

## Филм
| Година | Наслов                                         | Улога                                                            | Напомене                                                                | Реф.          |
| ------ | ---------------------------------------------- | ---------------------------------------------------------------- | ----------------------------------------------------------------------- | ------------- |
| 1992.  | Chicano Chariots                               | Кратки играни филм; искључиви редитељ                            |                                                                         | [ 22 ]        |
| 1993.  | My Boyfriend's Back                            | Тип #2                                                           |                                                                         | [ 23 ] [ 24 ] |
| 1993.  | Dazed and Confused                             | Дејвид Вудерсон                                                  |                                                                         | [ 25 ]        |
| 1994.  | Angels in the Outfield                         | Бен Вилијамс                                                     |                                                                         | [ 26 ]        |
| 1995.  | The Return of the Texas Chainsaw Massacre      | Вилмер Слотер                                                    | Такође познат под насловом Texas Chainsaw Massacre: The Next Generation | [ 27 ]        |
| 1995.  | Boys on the Side                               | Официр Ејб Линколн                                               |                                                                         | [ 28 ]        |
| 1995.  | Glory Daze                                     | Тип који води рентал камиона                                     |                                                                         | [ 29 ]        |
| 1995.  | Scorpion Spring                                | Ел Ројо                                                          |                                                                         | [ 30 ] [ 31 ] |
| 1996   | Lone Star                                      | Бади Дис                                                         |                                                                         | [ 32 ]        |
| 1996   | A Time to Kill                                 | Џејк Бриганс                                                     |                                                                         | [ 33 ]        |
| 1996   | Larger than Life                               | Тип Такер                                                        |                                                                         | [ 34 ]        |
| 1997   | Contact                                        | Палмер Џос                                                       |                                                                         | [ 35 ]        |
| 1997   | Amistad                                        | Роџер Шерман Болдвин                                             |                                                                         | [ 36 ]        |
| 1998.  | The Newton Boys                                | Вилис Њутон                                                      |                                                                         | [ 37 ]        |
| 1998.  | Making Sandwiches                              | Бад Хоуги                                                        | Кратки филм; такође продуцент                                           | [ 38 ]        |
| 1998.  | The Rebel                                      | Кракти филм; без глумачке улоге, редитељ, сценариста и продуцент | [ 39 ]                                                                  |               |
| 1999.  | EDtv                                           | Ед Еди Пекурни                                                   |                                                                         | [ 40 ]        |
| 2000.  | U-571                                          | Поручник Ендрју Тајлер                                           |                                                                         | [ 41 ]        |
| 2001.  | The Wedding Planner                            | Стиви Едисон                                                     |                                                                         | [ 42 ]        |
| 2001.  | Frailty                                        | Фентон/Адам Микс                                                 |                                                                         | [ 43 ]        |
| 2002.  | Thirteen Conversations About One Thing         | Чрој                                                             |                                                                         | [ 44 ]        |
| 2002.  | Reign of Fire                                  | Дентон Ван Зан                                                   |                                                                         | [ 45 ]        |
| 2003.  | How to Lose a Guy in 10 Days                   | Бенџамин Бери                                                    |                                                                         | [ 46 ]        |
| 2003.  | Tiptoes                                        | Стивен                                                           |                                                                         | [ 47 ]        |
| 2005.  | Sahara                                         | Дирк Пит                                                         | Такође извршни продуцент                                                | [ 48 ]        |
| 2005.  | Magnificent Desolation: Walking on the Moon 3D | Ел Бин                                                           | Документарни филм; гласовна улога                                       | [ 49 ]        |
| 2005.  | Two for the Money                              | Брендон Ланг                                                     |                                                                         | [ 50 ]        |
| 2006.  | Failure to Launch                              | Чрип                                                             |                                                                         | [ 51 ]        |
| 2006.  | We Are Marshall                                | Џек Ленгјел                                                      |                                                                         | [ 52 ]        |
| 2008.  | Fool's Gold                                    | Бен Фин Финиген                                                  |                                                                         | [ 53 ]        |
| 2008.  | Tropic Thunder                                 | Рик Пек                                                          |                                                                         | [ 54 ]        |
| 2008.  | Surfer, Dude                                   | Стиви Адингтон                                                   | Такође продуцент                                                        | [ 55 ]        |
| 2009.  | Ghosts of Girlfriends Past                     | Конор Мид                                                        |                                                                         | [ 56 ]        |
| 2011.  | The Lincoln Lawyer                             | Мики Халер                                                       |                                                                         | [ 57 ]        |
| 2011.  | Bernie                                         | Дени Бак Дејвидсон                                               |                                                                         | [ 58 ]        |
| 2011.  | Killer Joe                                     | Килер Џоу Купер                                                  |                                                                         | [ 59 ] [ 60 ] |
| 2012.  | Mud                                            | Мад                                                              |                                                                         | [ 61 ]        |
| 2012.  | Magic Mike                                     | Далас                                                            |                                                                         | [ 62 ]        |
| 2012.  | The Paperboy                                   | Ворд Џенсен                                                      |                                                                         | [ 63 ] [ 64 ] |
| 2013.  | Dallas Buyers Club                             | Рон Вудруф                                                       | Награда Оскар за најбољег глумца                                        | [ 65 ]        |
| 2013.  | The Wolf of Wall Street                        | Мерк Хена                                                        | Појављује се тумачећи себе                                              | [ 66 ]        |
| 2014.  | Interstellar                                   | Купер                                                            |                                                                         | [ 67 ]        |
| 2015.  | The Sea of Trees                               | Артур Бренан                                                     |                                                                         | [ 68 ] [ 69 ] |
| 2016.  | Free State of Jones                            | Њутон Најт                                                       |                                                                         | [ 70 ]        |
| 2016.  | Kubo and the Two Strings                       | Битл                                                             | Гласовна улога                                                          | [ 71 ]        |
| 2016.  | Sing                                           | Buster Moon                                                      | Гласовна улога                                                          | [ 72 ]        |
| 2016.  | Gold                                           | Кени елс                                                         | Такође продуцент                                                        | [ 73 ] [ 74 ] |
| 2017.  | The Dark Tower                                 | Волтер Педик                                                     |                                                                         | [ 75 ] [ 76 ] |
| 2018.  | White Boy Rick                                 | Ричард Версхе Старији                                            |                                                                         | [ 77 ]        |
| 2019.  | Serenity                                       | Бејкер Дил                                                       |                                                                         | [ 78 ]        |
| 2019.  | The Beach Bum                                  | Мундог                                                           |                                                                         | [ 79 ]        |
| 2019.  | Between Two Ferns: The Movie                   | Тумачи себе                                                      | Појављује се тумачећи себе                                              | [ 80 ]        |
| 2019.  | The Gentlemen                                  | Мики Пирсон                                                      | Такође копродуцент                                                      | [ 81 ]        |
| 2021.  | Sing 2                                         | Бастер Мун                                                       | Гласовна улога                                                          | [ 82 ]        |
| 2022.  | Deep in the Heart: A Texas Wildlife Story      | Наратор                                                          | Документарни филм                                                       | [ 83 ]        |
| 2024.  | Deadpool & Wolverine                           | Каубојпул                                                        | Гласовна улога                                                          | [ 84 ]        |
| 2024.  | Sing: Thriller                                 | Бастер Мун                                                       | Гласовна улога; кратки филм                                             | [ 85 ]        |
| TBA    | The Rivals of Amziah King                      |                                                                  | У фази постпродукције                                                   | [ 86 ]        |
| TBA    | The Lost Bus                                   |                                                                  | Снимање у току                                                          | [ 87 ]        |

## Телевизијске улоге
| Година    | Наслог                   | Улога                                                                                     | Напомене                                                 | Реф.   |
| --------- | ------------------------ | ----------------------------------------------------------------------------------------- | -------------------------------------------------------- | ------ |
| 1992      | Unsolved Mysteries       | Лери Дикенс                                                                               | Епизода: #5.12                                           | [ 88 ] |
| 1999      | King of the Hill         | Рад Тибодо                                                                                | Епизода: The Wedding of Bobby Hill Позајмљује глас       | [ 89 ] |
| 2000      | Sex and the City         | Метју Маконахи                                                                            | Епизода: Escape from New York                            | [ 90 ] |
| 2003      | Saturday Night Live      | Домаћин вечери                                                                            | Епизода: Matthew McConaughey/Dixie Chicks                | [ 91 ] |
| 2003      | Freedom: A History of US | Чарлс Фено Хофман Александер Стивенс Капетан В. В. Вуд Ендру Џонсон Џон Свинтон Марк Твен | 6 епизода                                                | [ 92 ] |
| 2010–2012 | Eastbound &amp; Down     | Рој МакДанијел                                                                            | 3 епизоде                                                | [ 93 ] |
| 2014      | True Detective           | Растин Раст Кол                                                                           | 1. сезона Такође извршни продуцент                       | [ 94 ] |
| 2015      | Saturday Night Live      | Домаћин вечери                                                                            | Епизода: Matthew McConaughey/Adele                       | [ 91 ] |
| 2023      | Agent Elvis              | Елвис Присли                                                                              | Позајмљује глас; главни глумац; такође извршни продуцент | [ 95 ] |

## Музички спотови
| Година | Наслов                                | Уметник                   | Улога                | Ref.   |
| ------ | ------------------------------------- | ------------------------- | -------------------- | ------ |
| 1992.  | Walkaway Joe                          | Триша Јервуд х Дон Хенлеи | Вокавеј Џо           | [ 96 ] |
| 1996.  | Key West Intermezzo (I Saw You First) | Џон Меленкамп             | Главни мушки извођач | [ 97 ] |
| 2012.  | Synthesizers                          | Буч Вокер х Блек Видоус   | Дејвид Вудерсој      | [ 98 ] |
| 2024.  | Nine Ball                             | Зак Брајан                | Главни мушки извођач | [ 99 ] |

## Видео игре
| Година | Наслов | Улога       | Напомене | Реф.    |
| ------ | ------ | ----------- | -------- | ------- |
| 2024.  | Exodus | Ц. Ц. Орлев | Глас     | [ 100 ] |